# Maryse Ouellet
Pour les articles homonymes, voir Ouellet.
 (juin 2021).
Maryse Mizanin (née Ouellet), plus connue sous le nom de Maryse, née le 21 janvier 1983 à Montréal, est une catcheuse (lutteuse professionnelle) et mannequin canadienne. Elle est connue pour son travail à la World Wrestling Entertainment.
Après quelques années de mannequinat, elle est engagée par la WWE en 2006 après avoir participé à la compétition WWE Diva Search. Malgré son élimination, elle est envoyée dans une école de formation de la WWE, l'Ohio Valley Wrestling, à Louisville dans le Kentucky. Elle signe un accord avec la WWE en août 2006 et est assignée à l'OVW pour apprendre les bases du catch, où elle débute pour la première fois en décembre 2006. Elle apparaît dans plusieurs vignettes de la WWE. Pendant ce temps, elle continue ses combats à l'OVW, mais elle est plus tard transférée à la Florida Championship Wrestling (FCW), une autre école de formation de la WWE, pour y perfectionner son entraînement.
Dès mars 2008, Maryse fait son apparition à SmackDown, où elle participe à une compétition en maillot de bain. Trois mois plus tard, elle débute dans la branche télévisuelle du catch. En décembre 2008, Maryse obtient son premier titre dans la compagnie, le WWE Divas Championship, et réussit à le conserver durant sept mois, soit 216 jours. En avril 2009, elle est transférée dans la division Raw, durant le Draft de 2009. Elle gagne le Divas Championship pour la seconde fois en février 2010, devenant la première catcheuse à avoir cumulé le titre deux fois dans sa carrière.

## Carrière de mannequin
Maryse Ouellet commence sa carrière en tant que candidate dans un concours de beauté, obtenant la première place au concours de Miss Hawaiian Tropic Canada 2003. Elle sera également classée deuxième aux finales internationales de Miss Hawaiian Tropic 2004,. Plus tard, elle fera également sur la couverture du « 2007 Girls of Canada calendar » du magazine Playboy.

## Carrière de catcheuse

### World Wrestling Entertainment (2006-2011)

#### Débuts (2006-2008)
En été 2006, Maryse s'est mise à l'essai dans le Diva Search 2006 de la World Wrestling Entertainment (WWE),. Elle se qualifie et se classe parmi les huit plus grandes personnalités de la WWE, mais durant l'épisode de WWE Raw du 24 juillet, elle est la deuxième personnalité à être éliminée. Malgré son élimination, elle est invitée à observer les techniques et entraînements à l'Ohio Valley Wrestling (OVW). Ouellet explique plus tard qu'elle était « très, très excitée », à l'idée de réaliser « son rêve de devenir une diva de la WWE ».

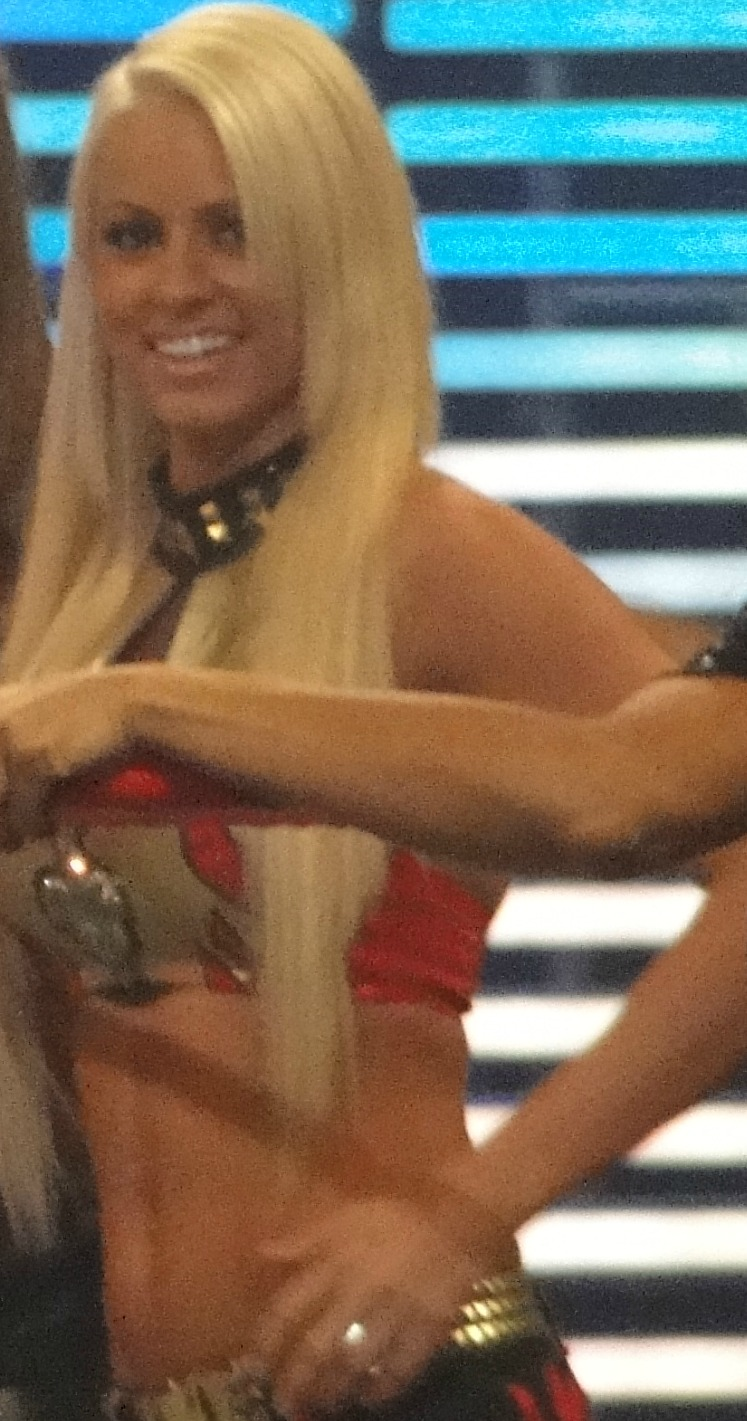
Maryse au Royal Rumble (2010)

Ouellet signe officiellement son contrat à la World Wrestling Entertainment le 24 août 2006 et est assignée à l'OVW pour un entraînement. Elle fait ses débuts sur le ring en décembre 2006. En mars 2007, elle débute la lutte lors de dark matchs avant les diffusions télévisées de l'OVW. En  2007, Ouellet devient l'assistante de Sylvain Grenier à l'OVW et lors des spectacles de la WWE (Raw, SmackDown, ECW). Lors de l'ouverture de la Florida Championship Wrestling (FCW) en été 2007, Maryse est transférée à l'OVW dans le but de s'entraîner, et dès le 25 septembre, elle fait ses débuts dans la FCW en tant que valet de Ryan O'Reilly, avec également Lacey Von Erich,. Elle combat par la suite dans des matchs simples puis par équipes, avant de devenir l'assistante de Ted DiBiase, Jr. en décembre 2007. Elle l'accompagne sur le ring lorsque Ted obtient le titre de la FCW Southern Heavyweight Championship. Elle continue à faire quelques apparitions à la FCW jusqu'en janvier 2008.

#### SmackDown (2006-2009)

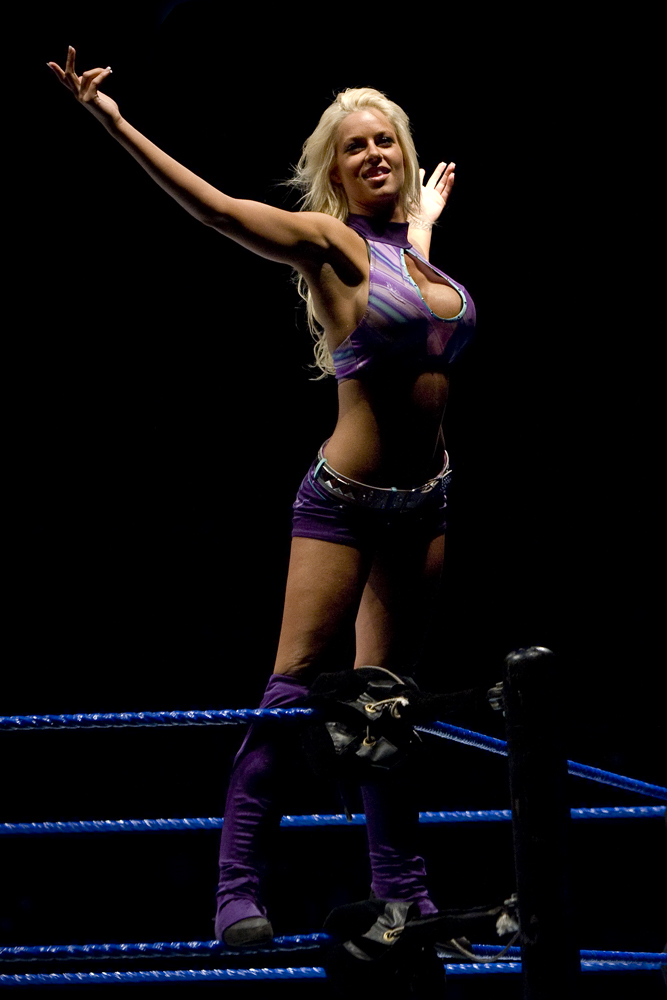
Maryse lors de son entrée à Lisbonne

Lors d'un épisode de WWE SmackDown le 22 septembre 2006, Maryse souhaite la bienvenue aux spectateurs de Montréal (en français), à l'occasion de la diffusion de la première saison de SmackDown sur la chaîne télévisée américaine CW Network. Maryse fait sa première apparition lors de l'épisode de Raw du 21 mai 2007, afin de présenter le nouveau clip musical du rappeur américain Timbaland intitulé « Throw It on Me » (2007), auquel elle participe.
Durant ses périodes d'apparition à SmackDown au début de l'année 2008, elle adopte une attitude snob, faisant d'elle une catcheuse « heel ». Durant l'épisode de SmackDown du 7 mars 2008, Maryse est en compétition dans un concours de maillots de bain contre Victoria, Michelle McCool, Cherry, et Eve Torres. À la fin, Maryse et Eve se battent. Le 14 mars, Maryse est la première à être éliminée du concours de maillots de bain. Le 28 mars, Maryse est en compétition dans un match « Wet and Wild » durant lequel elle fait équipe avec Victoria contre Cherry et Michelle McCool dans un esprit pessimiste. Durant une courte vidéo exposée sur le site WWE.com, l'équipe Deuce 'n Domino rejette Cherry (qui encourageait ses partenaires lors des rencontres) et la remplacent par Maryse. Maryse insulte ensuite Cherry, mais Cherry se venge en la giflant. Durant l'épisode de SmackDown du 16 mai, elle combat contre Cherry et perd une première fois, mais la deuxième fois est décisive lorsqu'elle lui porte un roundhouse kick quelques semaines plus tard,. Durant des semaines, Maryse fait équipe avec Victoria et Natalya contre Cherry, Michelle McCool et Maria. Maryse souffre ensuite d'une fracture du nez lorsqu'elle reçoit un bulldog de la part de Maria.
Maryse perd son match pour le championnat des Divas face à Michelle McCool lors de l'édition 2008 d'Unforgiven, ce qui provoque une rivalité entre les deux divas. Elle refait par la suite une courte apparition dans un match revanche à SmackDown. Durant l'épisode de la ECW (diffusé sur Syfy) du 23 septembre, Maryse gagne contre Michelle McCool dans un match où le titre n'était pas en jeu. Après un mois d'absence à la télévision, Maryse revient en novembre 2008 dans le pay-per-view Survivor Series, pour participer à un match de divas cinq-contre-cinq SmackDown vs. Raw par élimination. Maryse était la seule restante de l'équipe de SmackDown, mais elle a rapidement été éliminée par Beth Phoenix. Le 19 décembre, Maryse remplace Maria pour devenir compétitrice potentielle pour le titre des Divas que possède Michelle McCool. La semaine suivante à SmackDown, Maryse gagne face à Michelle McCool et devient la nouvelle championne des Divas, dans un match où Maria officiait en tant qu'arbitre spécial,. Le 28 décembre 2008, durant un house show à Raleigh en Caroline du Nord, aux États-Unis, elle combat les Bella Twins lors d'un tag team, lorsque l'une des jumelles porte un dropkick qui lui casse le genou. Dans l'épisode de SmackDown du 23 janvier 2009, elle revient sans combattre à la fédération autour de la table des commentateurs durant un « Divas' tag team match ». Maryse combat de nouveau dès le 20 février lors d'un « tag team match » avec Michelle McCool et gagnent face à Maria et Eve Torres. Le 5 avril, Maryse est en compétition dans un « divas battle royal » à WrestleMania XXV, mais le match a finalement été gagné par Santina Marella (Santino déguisé en femme).

#### Divas Champion, blessure et départ (2009-2011)

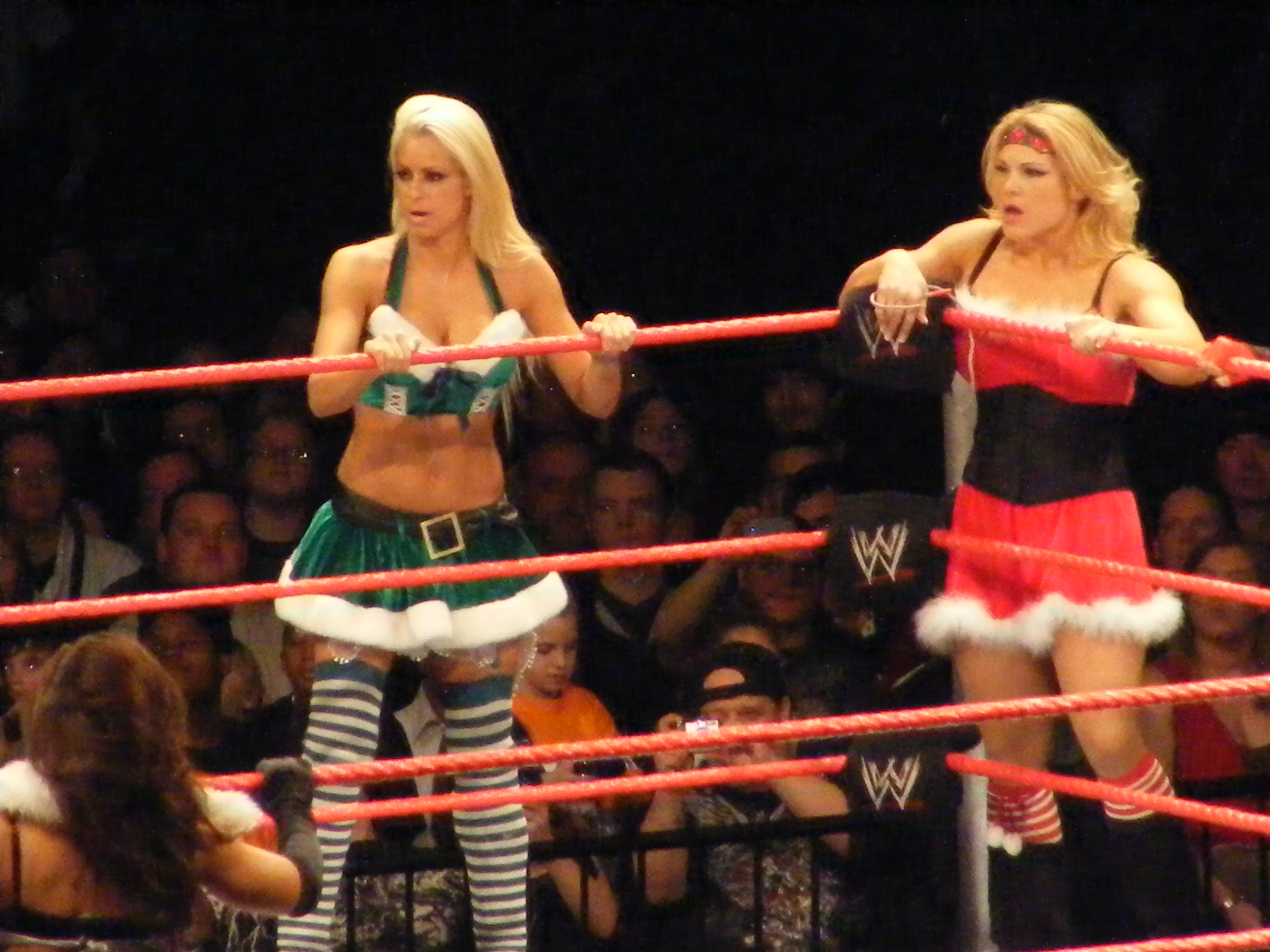
Maryse Ouellet (à gauche) et Beth Phoenix (à droite), en équipe dans un « Santa's Little Helper Match », le 30 décembre 2009.

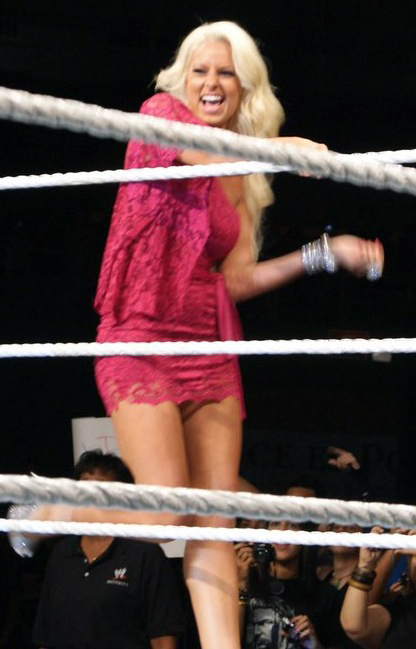
Maryse Ouellet durant sa période avec Ted DiBiase.

Durant le WWE Draft (2009) du 13 avril, Maryse Ouellet est draftée à Raw. Elle fait ses débuts à Raw dès le 27 avril, en équipe avec Beth Phoenix, Rosa Mendes, et Jillian Hall contre Mickie James, Santina Marella (Santino Marella déguisé en fille), Brie Bella et Kelly Kelly. Durant le pay-per-view de Night of Champions le 26 juillet, elle perd le Championnat des Divas face à Mickie James. Elle prend ensuite un congé hors de la WWE pour se remettre de son opération du genou. Maryse Ouellet fait son retour dans l'épisode de Raw du 23 novembre, déguisée en Gobbledy Gooker en tant que chronométreuse invitée d'un « Divas tag team match ». Après le match, elle attaque Melina. La semaine suivante, elle fait son retour dans le ring dans l'épisode du 30 novembre, en tant que partenaire de Jillian  dans un « Tag team match ». Dans l'épisode de Raw du 18 janvier 2010 elle et Alicia Fox perdent face à Gail Kim et Eve Torres. Elle gagne face à Eve lors du Raw du 25 janvier 2010.  Dans l'épisode de Raw du 22 février, elle gagne face à Gail Kim le Championnat des Divas pour la deuxième fois de sa carrière,. Elle perd ensuite le titre deux mois plus tard face à Eve Torres lors de l'épisode de Raw du 12 avril et tente désespérément de regagner son titre le mois suivant lors du pay-per-view Over the Limit. Lors de l'épisode de Raw du 21 mai, après que Ted DiBiase a renvoyé Virgil, Maryse Ouellet devient sa nouvelle assistante.
Maryse Ouellet devient animatrice de la saison 5 de NXT aux côtés de Matt Striker. Le 5 avril à NXT, Ted DiBiase lui dit que soit elle reste à la NXT ou soit elle reste avec lui. Le 12 avril, elle décide de rester dans le show. Plus tard dans la soirée, elle assiste au match où Yoshi Tatsu bat Lucky Cannon. Après le match, elle monte dans le ring pour embrasser Yoshi Tatsu sous les yeux de Lucky Cannon. Lors de WWE Superstars du 21 avril, elle bat Natalya grâce à son French Kiss. Le 2 mai à Raw, son match contre Kelly Kelly se finit en « No Contest » à la suite de l'intervention de Kharma qui porte son « Implant Buster » sur la catcheuse. Lors du Raw du 23 avril, elle participe à un match 4 contre 4 de Divas aux côtés des Bella Twins et Melina contre Gail Kim, Beth Phoenix, Kelly Kelly et Eve Torres, mais ce match se finit par un « No Contest » à la suite de l'intervention de Kharma qui finira par pleurer dans le ring. Le 14 juillet à Superstars, elle perd contre Beth Phoenix. Le 18 juillet à Raw, les Divas face et heel s'affrontent une nouvelle fois et ce sont les Divas face qui remportent le match grâce au glam slam de Beth Phoenix sur Rosa Mendes. Le 25 juillet à Raw, Maryse Ouellet perd un match par équipe avec Melina contre Kelly Kelly et Eve Torres. Le 1er août à Raw, elle devait participer à une Bataille Royale pour déterminer la prétendante #1 au titre des Divas, ainsi qu'un match de championnat contre Kelly Kelly à SummerSlam, mais n'a pas pu se présenter à cause d'une éventuelle opération pour une hernie abdominale.
Le 28 octobre, elle décide de quitter la WWE.

### Circuit indépendant (2012)
Le 5 octobre 2012, Maryse Ouellet apparaît à la Family Wrestling Entertainment (FWE) à l'événement Back 2 Brooklyn en effectuant des commentaires en direct. Elle a commencé à apparaître régulièrement à la FWE, où elle commente des matchs féminins,,.

### Retour à la World Wrestling Entertainment (2016-...)

#### Retour & The It Couple (2016-...)
Maryse Ouellet fait son retour lors du Raw du 4 avril 2016 en giflant le père de Zack Ryder dans le public, aidant ainsi The Miz à remporter le titre intercontinental. Depuis ce soir-là, elle est la valet de son mari The Miz, l'accompagnant à tous ses matchs. Le 7 avril à Smackdown, elle aide une fois de plus son époux a conserver son titre face à de nouveau Zack Ryder. Ils se feront appelés désormais "The It Couple". Après avoir tourné un film, elle fait son retour le 27 juin à Raw, où elle aide Miz a conserver son titre face à Kane en faisant semblant de s'être tordue la cheville. Elle sera draftée désormais à Smackdown le 19 juillet tout comme son mari. Le 26 juillet, elle co-présentera le MizTV avec The Miz, où ils seront interrompus par Randy Orton qui défiera Miz pour un match mais le titre ne sera pas en jeu. A Backlash, elle aida son mari a conserver son titre face à Dolph Ziggler en injectant du parfum dans les yeux de ce dernier derrière le dos de l'arbitre. La semaine suivante, le manager général Daniel Bryan annonce qu'à la suite de l'intervention de Maryse à Backlash, Miz défendra son titre face à Ziggler. Le 20 septembre, il conservera son titre. A No Mercy, elle aida avec le Spirit Squad de faire gagner son mari mais l'arbitre les expulseront, ce qui permet à Dolph Ziggler de gagner le titre et sauver sa carrière qui était en jeu. Le 8 novembre, elle parlera au nom de son mari avec Daniel Bryan vu que ce dernier refuse de parler après avoir perdu son titre et acceptera l'offre de Daniel Bryan ou Miz affrontera Dolph Ziggler pour le WWE Intercontinental Championship lors du 900ème épisode de Smackdown la semaine suivante. Plus tard dans la soirée, lors de Talking Smack, Daniel annonce que si Ziggler conserve son titre ou si Miz gagne le titre, il affrontera Sami Zayn au Survivor Series pour le titre. Lors du 900ème épisode le 15 novembre, elle aida son mari à regagner le titre et il affrontera Sami Zayn au Survivor Series. 
Le 20 décembre, elle est expulsée du ring lors du match de championnat entre son mari et Apollo Crews après avoir essayé de mettre du parfum sur les yeux de ce dernier. Â la fin du match, son mari se fait interviewer par Renee Young qui le gifle après une blague à propos de sa relation avec Dean Ambrose. Le 27 décembre, elle se confronte à Renee Young en la menaçant avant que Dean Ambrose attaquera The Miz. Le 3 janvier, elle gifle Ambrose et Young dans différentes occasions avant d'intervenir dans le match de son mari contre Ambrose, où elle gifle encore Ambrose mais elle se fait bannir du ring avant que son mari perde son titre contre Ambrose. Plus tard dans la soirée, elle reçoit une amende de 5 000 dollars pour avoir giflé Renee Young.
Lors de Elimination Chamber, elle a été attaquée accidentellement par Nikki Bella durant une altercation avec Natalya ou cette dernière poussera Nikki contre Maryse Ouellet. Le 21 février, elle se fait de nouveau attaquer par Nikki Bella lors du Fall's Count Anywhere Match de cette dernière face à Natalya mais elle attaque à son tour Nikki Bella avec une barre en fer qui lui coûte le match.  Le 28 février lors du MizTV, elle gifle le petit ami de Nikki Bella dans la vraie vie John Cena qui vient se confronter à elle. Le 7 mars, elle et Miz attaquent John Cena et Nikki Bella après que ces derniers ont gagné contre Carmella et James Ellsworth. Le 14 mars, Daniel Bryan annonce que The Miz et Maryse affronteront Nikki Bella et John Cena à Wrestlemania 33, ce qui lui fera son premier match depuis 6 ans. Lors de WrestleMania, ils perdent contre Nikki Bella et John Cena.
Lors du Superstar Shake-up, The Miz & elle sont transférés à Raw où ils font leurs débuts en se déguisant en Nikki Bella et John Cena avant de se faire confronter par le champion intercontinental Dean Ambrose où ce dernier attaquera The Miz. Lors de Extreme Rules, elle aide son mari a remporté son 7ème règne de champion intercontinental face à Dean Ambrose. Depuis qu'ils ont annoncé qu'ils attendaient leur premier enfant, Maryse n'accompagnera plus son mari pour ses matchs. 
Lors des Survivor Series 2017 le 19 novembre, elle se trouve dans le public au premier rang pour le match de son mari face à Baron Corbin que ce dernier remporta.
Le 19 août 2018 lors de SummerSlam, elle donne discrètement au Miz un poing américain lors de son match face à Daniel Bryan ce qui le fit remporter le match. Le 21 août à SmackDown Live, Daniel Bryan et sa femme Brie Bella attaquent The Miz et Maryse, Bryan annonce ensuite que les deux couples s'affronteront lors du PPV Hell in a Cell en septembre. 
Le 28 août à SmackDown Live, The Miz attaque Daniel Bryan au cours de son match contre Andrade Cien Almas. Après le match, Almas & Zelina Vega et The Miz et Maryse attaquent Daniel Bryan & Brie Bella, portant tous les quatre leurs prises de finition sur le couple. 
Le 11 septembre à SmackDown Live, elle affronte Brie Bella mais finit par perdre par disqualification à la suite d'une intervention de The Miz (son mari). Après le match, The Miz & Maryse attaquent Brie Bella & Daniel Bryan mais ils seront repoussés par ces derniers.
Lors de Hell in a Cell, elle et The Miz battent Daniel Bryan et Brie Bella.
Le 17 février 2019, lors de Elimination Chamber, elle annonce qu'elle et The Miz attendent un deuxième enfant. Depuis, elle n'accompagnera plus The Miz et resta à la maison.
Cependant, le 29 novembre 2021 à Raw, elle fait son retour avec The Miz en annonçant qu'elle est de retour et est draftée à Raw. Elle fait plusieurs apparitions à Raw dans les semaines suivantes, y compris en tentant d'interférer dans le match entre Edge et The Miz à Day 1, où Beth Phoenix est revenue pour la confronter. La semaine suivante à Raw, Edge et Beth Phoenix ont défié The Miz et Maryse pour un match mixte par équipe au Royal Rumble, que The Miz a accepté. Le 17 janvier 2022, Maryse a tenté de persuader Beth Phoenix d'annuler leur match au Royal Rumble et l'a attaquée avec une brique dans son sac à main lorsqu'elle a refusé. La rivalité s'est terminée par un match en équipe mixte au Royal Rumble où Maryse et The Miz ont perdu le match.
Elle apparaît ensuite puis rarement sur les écrans de la WWE, accompagnant son mari lors de diverses rivalités face à Matt Riddle ou Logan Paul.

## Autres médias
En avril 2007, Maryse, Kelly Kelly, Ashley, Torrie Wilson, Layla et Brooke Tessmacher apparaît dans le clip musical de Timbaland intitulé Throw It On Me avec The Hives. Ouellet apparaît également dans le magazine Muscle & Fitness, avec Eve Torres et Michelle McCool. Maryse a également fait une apparition dans la série américaine Redemption Song, dans laquelle elle était l'invitée de Chris Jericho, avec notamment Candice Michelle, Mickie James et Eve Torres. Elle a participé à une entrevue à MusiquePlus en 2009 (émission Sur Le Vif). Elle rejoint le casting de Total Divas en 2017.

## Vie privée
Maryse est née à Montréal, mais elle a grandi au Nouveau-Brunswick. Au lycée, elle était la seule fille de sa classe. Elle possède un tatouage du nom de son père, Guy, sur le poignet gauche pour rendre hommage à ce dernier décédé dans un accident de voiture quand elle avait 15 ans.
Elle est diplômée en management et est ceinture noire d'arts martiaux. Maryse parle français comme première langue, mais aussi anglais, qu'elle a su maîtriser en deux ans. Elle est également capable de lire l'espagnol mais ne sait pas le parler. Elle a fait une apparition avec Brie Bella dans le clip Everything Good de Richie Kotzen où elles font du " playback " .
Le 21 février 2013, Maryse annonce qu'elle s'est fiancée avec le catcheur The Miz. Ils se sont mariés le 21 février 2014 aux Bahamas. Le 27 mars 2018, elle donne naissance à leur premier enfant, une fille nommée Monroe Sky Mizanin. Le 20 Septembre 2019, elle donne naissance à leur deuxième enfant, qui est également une fille nommée Madison Jade Mizanin.[réf. nécessaire]
Elle a rejoint la sixième saison de Total Divas en novembre 2016 avec Lana et Renee Young comme nouvelles recrues au casting. En 2017, elle participe également à la septième saison.
Le 27 juin 2018, Maryse est officiellement devenue citoyenne américaine. Le couple réside à Thousand Oaks, en Californie, depuis 2019.
Le 10 février 2024, elle révèle sur un post Instagram avoir été diagnostiquée d'un pré-cancer rare des ovaires, avec un risque de transformation en cancer associé à un faible taux de survie.

## Palmarès
- World Wrestling Entertainment
  - 2 fois WWE Divas Championship [30],[48] (26 décembre 2008 - 26 juillet 2009) ; (22 février 2010 - 12 avril 2010)

- Pro Wrestling Illustrated
  - Top 50 Females

| Année     | 2009   | 2010   | 2011   |
| Rang      | 6      | 11     | 28     |
| Référence | [ 49 ] | [ 50 ] | [ 51 ] |